# Comer con las manos

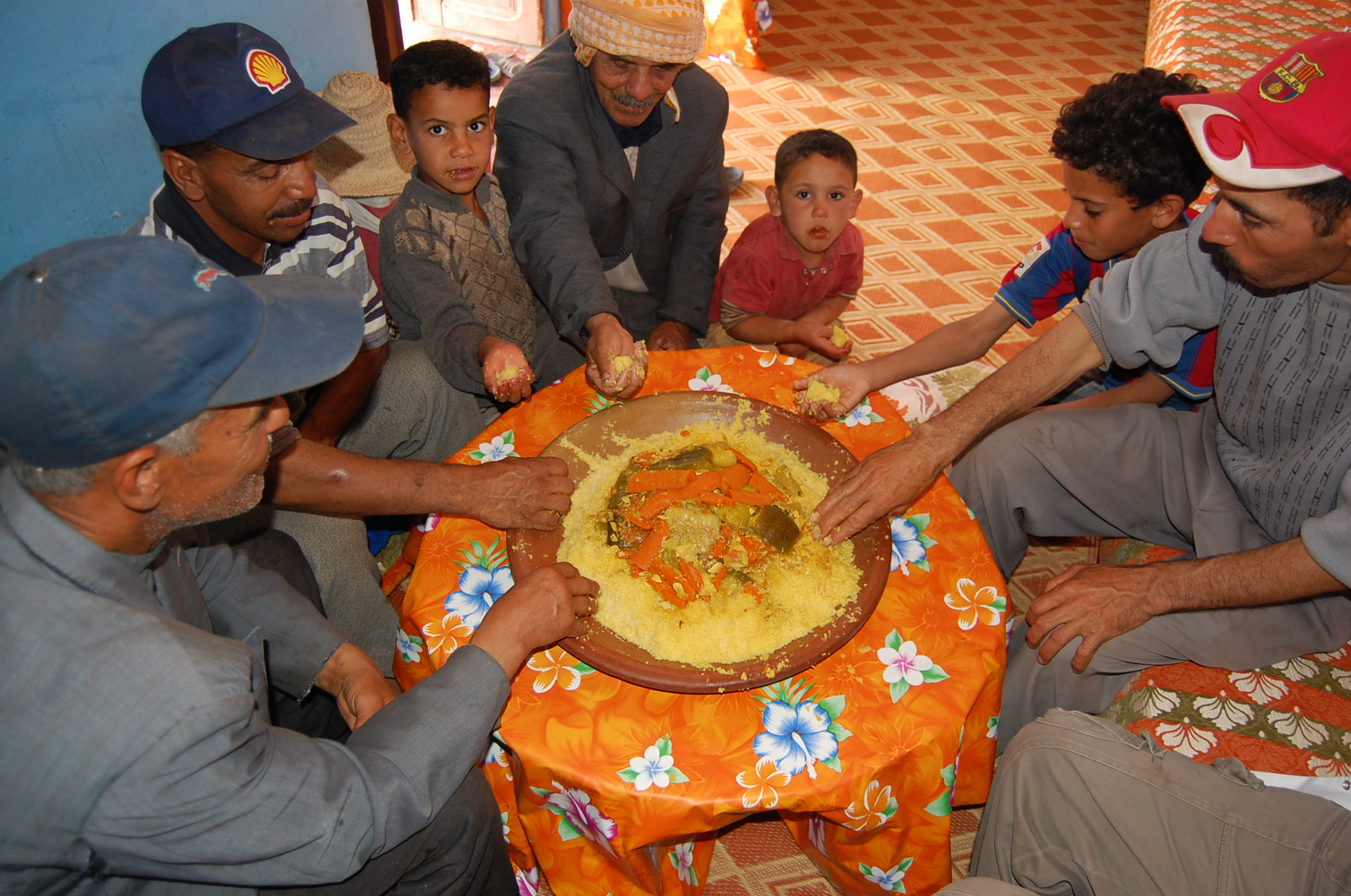
En Marruecos, la forma tradicional de comer el cuscús es con las manos

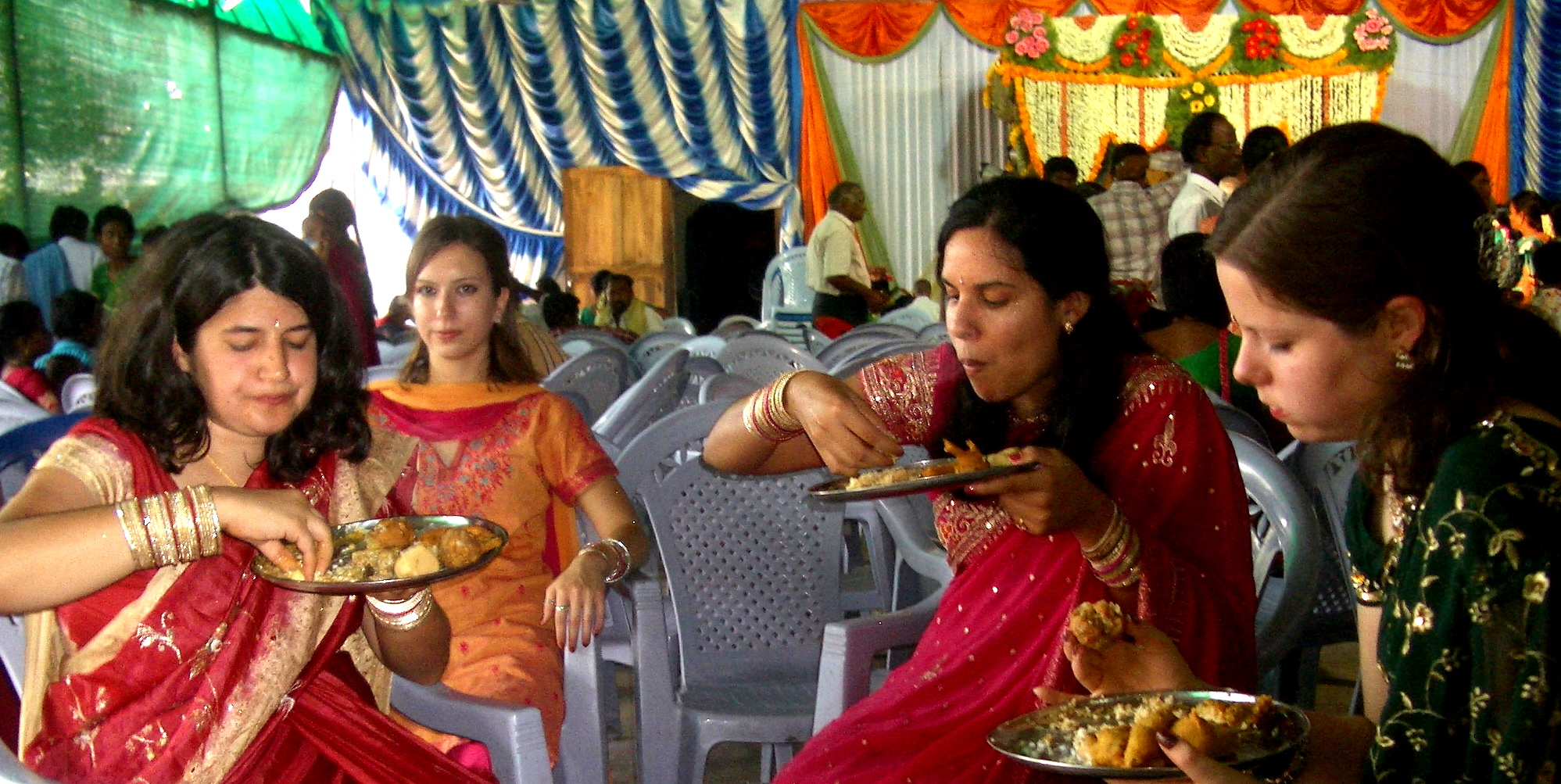
En la India, las comidas ceremoniales servidas en las bodas no está mal visto comerlas con las manos

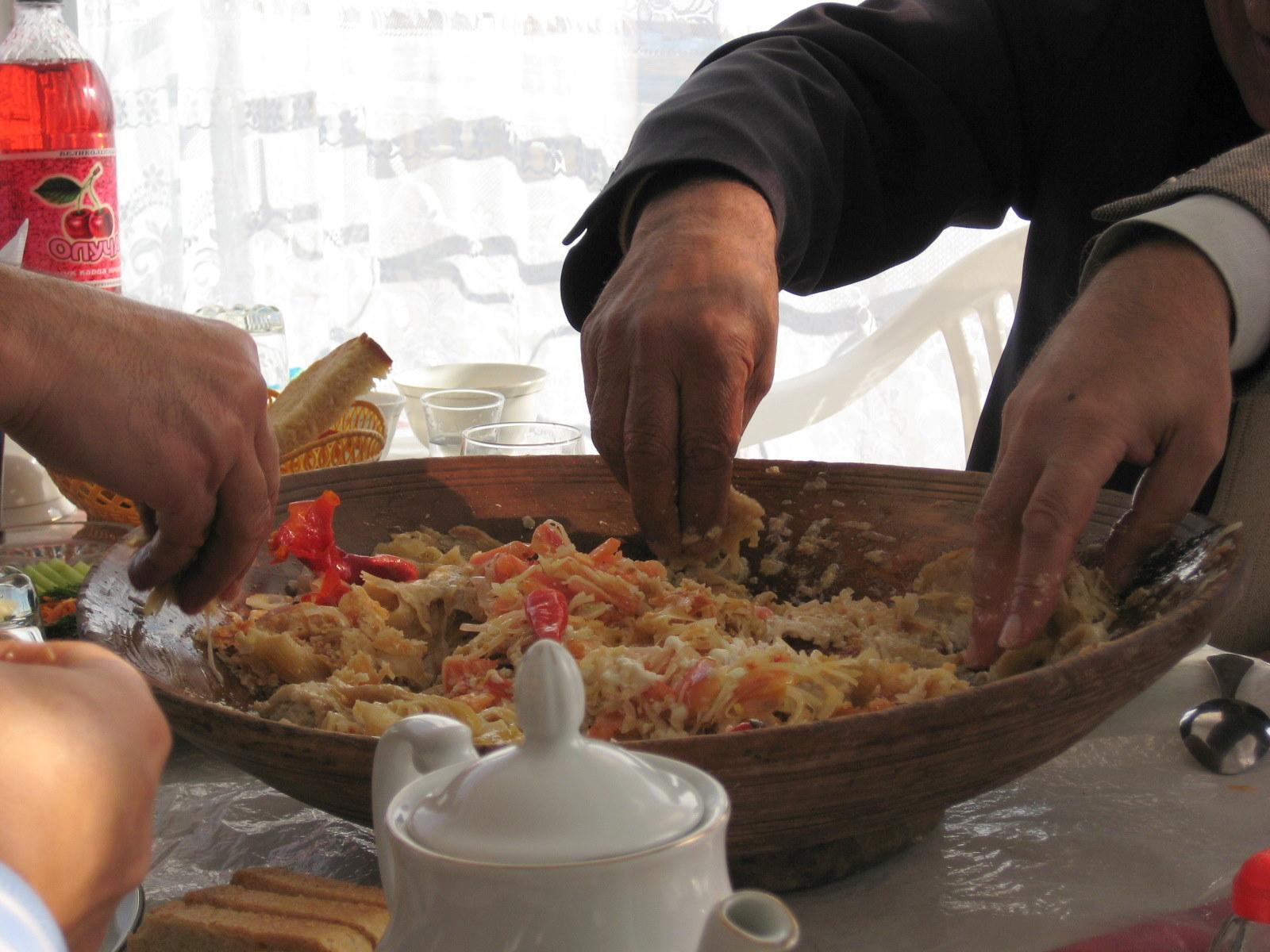
En Tayikistán, el kurutob se suele consumir con las manos

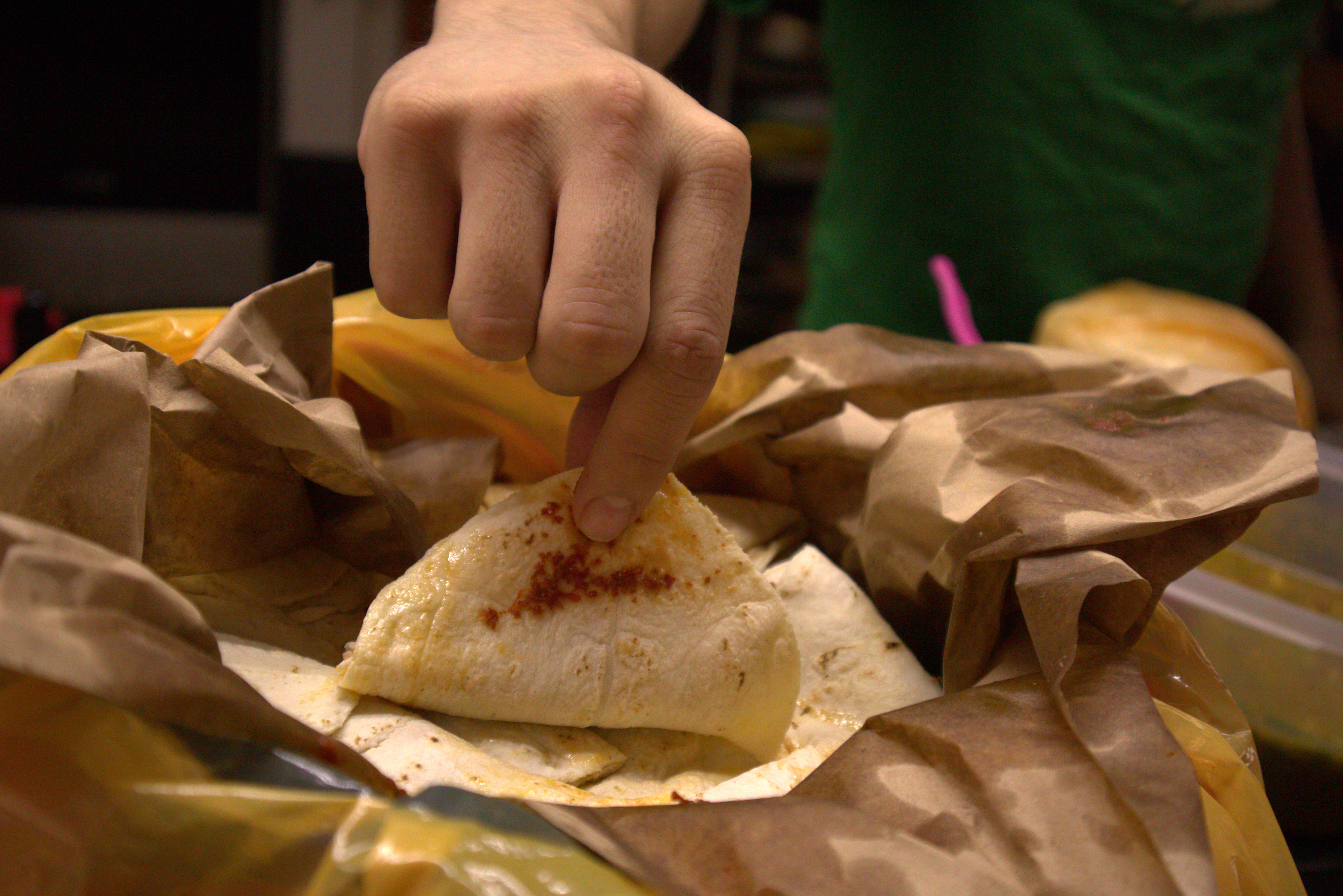
En México, los tacos se comen con las manos

Comer con las manos se refiere a la práctica cultural en que las personas toman los alimentos directamente con las manos y se los llevan a la boca. En los tiempos modernos, alrededor del 44% de las personas en todo el mundo, principalmente en África, Medio Oriente, el Subcontinente indio, el Sudeste Asiático y Oceanía, comen agarrando cosas directamente con las manos. Además, hay casos en los que las personas comen a mano de forma selectiva según el tipo de alimento incluso fuera de la cultura alimentaria.
Las culturas ajenas a esta práctica tienden a tener una imagen negativa de la misma, con la consideración de sucia y bárbara, debido a las diferencias en el pensamiento cultural. No obstante, la vasta mayoría de gastronomías del mundo poseen algún u otro plato o alimento que se come con las manos, especialmente las del tipo callejero, como la hamburguesa, la pizza, las papas fritas o los tacos. Recientemente, la comida que se come con las manos recibió la denominación de finger food.

## Por región

### Mundo islámico
En la cultura islámica, es costumbre servir la comida en una bandeja de cobre directamente sobre la alfombra o una mesa baja. Las personas se sientan alrededor de la bandeja y comen con los dedos pulgar, índice y corazón formando una pinza. Se considera de mala educación recoger comida con la mano izquierda, o usar otros dedos de la mano derecha que no sean los tres.

### Europa
En Europa, comer con mano fue la corriente principal hasta principios de los tiempos modernos. 
Cuando se inventó el tenedor de cuatro dientes debido a la popularidad de la pasta a fines del siglo XVII, la etiqueta para comer usando este se extendió entre la clase alta y se volvió común, y el comer con las manos desapareció. Previamente, los europeos siempre habían comido con las manos. Por ejemplo, Luís Fróis , un misionero jesuita que llegó a Japón en el siglo XVI, escribió en su libro Comparación de las culturas japonesa y europea que, mientras los nipones usaban palillos, «la gente en Europa come con las manos».
Se le atribuye a John Montagu (Inglaterra, 1718-1792), Conde de Sándwich, la invención del sándwich que toma su nombre para poder jugar a las cartas sin mancharse las manos.

### Japón
El nigirizushi , que se hizo popular durante el período Edo en Japón, se vendía en puestos de comida y se consideraba un 'bocadillo' que se comía pellizcándolo con las manos. Incluso hoy en día, hay muchos restaurantes de sushi que ofrecen oshibori como si lo estuvieras pellizcando con las manos . Los chefs de sushi japoneses también sostienen el sushi a mano (para los restaurantes de sushi tradicionales). Fuera de Japón, a menudo no se come con las manos y los chefs a veces usan guantes cuando cocinan.

### India
En la región india, la gente come con tres dedos como en el Islam, pero es común comer los alimentos servidos en platos individuales en lugar de en una gran bandeja  .